# فریا تینگلی
فریا تینگلی (انگلیسی: Freya Tingley؛ زادهٔ ۲۶ مارس ۱۹۹۴) یک هنرپیشه اهل استرالیا است. وی از سال ۲۰۰۸ میلادی تاکنون مشغول فعالیت بوده‌است.
از فیلم‌ها یا برنامه‌های تلویزیونی که وی در آن نقش داشته است می‌توان به پسران نیوجرسی اشاره کرد.

## فیلم شناسی
| سال  | عنوان                 | نقش          | یادداشت |
| ---- | --------------------- | ------------ | ------- |
| 2009 | بوتلگ                 | سارا         | کوتاه   |
| 2010 | نور مانند یک پر       | سوفی         | کوتاه   |
| 2011 | X: شب انتقام          | سیندی        |         |
| 2011 | زیر امواج دایه اشتباه | النور        | کوتاه   |
| 2012 | چوب و سنگ             | زوئی         | کوتاه   |
| 2014 | متورم                 | لندن         |         |
| 2014 | پسران جرسی            | فرانسین والی |         |
| 2014 | بازی خفگی             | تارین        |         |
| 2016 | راهی برای زندگی نیست  | نورا تامسپون |         |
| 2016 | بی بدن                | جنیفر        | کوتاه   |
| 2017 | جوان                  | دیانا        |         |
| 2018 | مرد چرخان             | مریم         |         |
| 2017 | سوناتا                | گل سرخ       |         |
| 2020 | سال کارآگاهان         | نیک اوکانل   |         |

| سال  | عنوان                        | نقش            | یادداشت                                                                                         |
| ---- | ---------------------------- | -------------- | ----------------------------------------------------------------------------------------------- |
| 2011 | خیابان ابری                  | کلاه بره       | قسمت 1 و قسمت 2                                                                                 |
| 2013 | باغ شوکران                   | کریستینا وندال | فصل 1 (سریال معمولی)                                                                            |
| 2013 | روزی روزگاری                 | وندی دارلینگ   | نقش تکراری: (فصل 2: قسمت 21) (فصل 3: قسمت 7) (فصل 3: قسمت 8) (فصل 3) : قسمت 9) (فصل 3: قسمت 10) |
| 2013 | پلیس مد                      | خودش           | 1 قسمت                                                                                          |
| 2014 | RL Stine's The Haunting Hour | کارن           | (فصل 4، قسمت 5)                                                                                 |
| 2017 | دایه اشتباه                  | بلیک           | فیلم تلویزیونی                                                                                  |
| 2021 | Dota: خون اژدها              | فیمرین         | سری های وب؛ نقش صدا                                                                             |